# Nils Lundkvist
Ulf Nils Lundkvist, född 27 juli 2000 i Piteå, är en svensk professionell ishockeyspelare som spelar för Dallas Stars i NHL. 
Han gjorde sin SHL-debut för Luleå HF den 26 oktober 2017, i en hemmamatch mot Malmö Redhawks. Då var han 17 år och 3 månader gammal.
Lundkvist valdes som 28:e spelare i NHL-draften 2018 av New York Rangers, och började spela för laget 2021.
Han är systerson till den före detta professionella ishockeyspelaren Jan Sandström.